# Чавчавадзе, Давид Павлович
Князь Давид Павлович Чавчавадзе (груз. დავით ჭავჭავაძე, англ. David Chavchavadze; 20 мая 1924, Лондон — 5 октября 2014, Вашингтон) — американский публицист, бывший сотрудник Центрального разведывательного управления (ЦРУ).

## Биография
Из рода Чавчавадзе: родился в Лондоне в семье князя Павла Чавчавадзе (1899—1971) и княжны императорской крови Нины Георгиевны (1901—1974), потомок известного грузинского дворянского рода и Российской императорской семьи. Его отец, князь Павел, был беллетристом и переводчиком произведений с грузинского на английский язык. С 1927 года семья жила в эмиграции в Соединённых Штатах.
В 1943 году Чавчавадзе начал службу в армии США, во время Второй мировой войны выполнял функции по поддержанию связи ВВС США по ленд-лизу в Советский Союз. После войны поступил в Йельский университет, где был членом Общества Орфея и Вакха, студенческой капеллы.
Более двух десятилетий своей карьеры провёл в качестве офицера ЦРУ в отделе Советского Союза.
После выхода на пенсию (1974) специализировался на отслеживании дворянства царской России и являлся автором нескольких произведений и переводов. Являясь внуком русского великого князя, он состоял в Объединении членов рода Романовых ассоциированным членом.
По материнской линии Давид Чавчавадзе являлся праправнуком (через великого князя Михаила Николаевича) и одновременно прапраправнуком (через королеву Греции Ольгу Константиновну) Николая I.

## Браки и дети
Он женился на Хелен Хустед 13 сентября 1952 года, развод в 1959 году. У них две дочери и трое внуков:
- княгиня Мария Давидовна Чавчавадзе (28 августа 1953 г.), вышла замуж за Александра Рашича 27 октября 1990 г., развод. У них есть одна дочь:
  - Елена Расич (16 декабря 1990 г.)
- княгиня Александра Давидовна Чавчавадзе (24 декабря 1954 г.), вышла замуж за Путукуты Кришнана Рамани 26 ноября 1988 г. У них двое детей:
  - Александр Чавчавадзе Рамани-Подувал (18 мая 1991 г.)
  - Каролина Чавчавадзе Рамани-Подувал (6 июня 1994 г.)

Второй брак — с Джудит Клиппингер 28 декабря 1959 года, развод в 1970 году. У них двое детей и трое внуков:
- княгиня Екатерина Давидовна Чавчавадзе (29 декабря 1960 г.) вышла замуж за Джона Алана Редпата 22 сентября 1990 г. У них две дочери:
  - София Редпат (4 июля 1996 г.)
  - Нина Нолан Редпат (13 октября 1998 г.)
- князь Михаил Давидович Чавчавадзе (1 августа 1966) женился на Коллин Куинн в 2011 году. У них есть один сын:
  - князь Давид Чавчавадзе (2016)

Он снова женился на Эжини де Смитт в 1979 году. У них есть пасынок Павел Георгий Ольховский (11 августа 1960 года).

## Работы
- The Vlassov movement: Soviet citizens who served on the German side, 1941—1945, Yale University, 1950.
- The Grand Dukes, Hardcover,1989.
- Crowns and Trenchcoats: A Russian Prince in the CIA, Hardcover, 1989.